# Мокшин, Александр Фёдорович
Александр Фёдорович Мокшин (1927—1996) — советский работник нефтяной промышленности, оператор нефтеперерабатывающего завода, Герой Социалистического Труда.

## Биография
Родился 7 января 1927 года в селе Городище Дрожжановского района Татарской АССР. Чуваш.
Окончил семилетнюю школу в родном селе. В 1940 году семья Мокшиных переехала в город Куйбышев. В 1942 году Александр он начал работать в совхозе, а в октябре 1944 года был призван в ВМФ СССР, где прослужил до 1951 года. После демобилизации вернулся домой и работал на кирпичном, затем на нефтеперерабатывающем заводах. В 1951 году переехал в Рязань и начал работать на нефтеперерабатывающем заводе помощником оператора. Работал ответственно и в 1963 году был участником Совещания передовиков в Москве, где награждён медалью «За трудовую доблесть», а в 1966 году — за перевыполнение летнего плана — орденом Ленина.
Кроме производственной, Александр Мокшин занимался общественной деятельностью — был наставником молодёжи, избирался делегатом XXV съезда КПСС. В 1977 году вышел на пенсию, но продолжал работать на заводе секретарём партийной организации, в течение 10 лет был членом горкома КПСС.
Умер в 1996 году, похоронен в Рязани. В память о нём в родном селе установлен Памятный камень, а в районном центре Старое Дрожжаное его портрет размещён на Аллее Героев.

## Награды
- В 1971 году А. Ф. Мокшину было присвоено звание Героя Социалистического Труда с вручением ордена Ленина (за большой вклад в успешное выполнение планов восьмой пятилетки).
- Также был награждён вторым орденом Ленина (1966) и медалями.
- Мокшин А. Ф. занесён в книгу летописи Ленинской трудовой вахты Рязанской области и на областную Доску почёта.